# La batalla de Chile
La batalla de Chile, la lucha de un pueblo sin armas és un documental xilè constituït per una trilogia de pel·lícules que relata els esdeveniments ocorreguts a Xile entre 1972 i setembre de 1973. Dirigit pel cineasta xilè Patricio Guzmán, va ser un dels últims documentals de Xile en format blanc i negre. Va ser estrenada en Santiago de Xile en 1997, set anys després del retorn a la democràcia. En 2018 la Cineteca Nacional de Xile va organitzar una marató cinematogràfica amb aquesta sèrie documental.
La revista estatunidenca Cineaste la va definir com «un dels deu millors films polítics del món». Va guanyar sis grans premis en Europa i Amèrica Llatina i va ser distribuïda en sales comercials de 35 països. Cal destacar que el film íntegrament ha estat llançat en DVD en diversos mercats, com Xile, el Brasil i França, a més de ser emès en televisió oberta en països com Anglaterra; per contra, a Xile mai s'ha distribuït oficialment en TV oberta encara.

## Estrenes
A Espanya, la tercera part va ser estrenada el 1980. Actualment, continua estrenant-se en alguns països, sent l'últim l'Equador, on es va estrenar la tercera part en 2011.

## Pel·lícules
El documental La batalla de Chile està compost per tres pel·lícules:
- La insurrección de la burguesía (1975)
- El golpe de estado (1976)
- El poder popular (1979)

## Nominacions i premis
- Nominada entre els 10 millors films d'Amèrica Llatina, 1970-1980. Los Angeles Film Critics. Estats Units.
- Nominada entre els 5 millors films del Tercer Món 1968-1978. Revista Take One, (Estats Units), 1978.
- Nominada entre els 10 millors films polítics 1967-1987. Revista Cineaste. Estats Units.
- Premi Noves Texeira. Associació de Crítics Cinematogràfics. França, 1976.
- Gran Premi Festival de Grenoble. França, 1975.
- Gran Premi Festival de Grenoble. França, 1976.
- Gran Premi del Jurat. Festival Internacional de Leipzig. Alemanya, 1976.
- Gran Premi Festival Internacional de Brussel·les. Bèlgica, 1977.
- Gran Premi Festival Internacional de Benalmádena. Espanya, 1977.
- Gran Premi Festival Internacional del Nou Cinema Llatinoamericà de l'Havana. Cuba, 1979.